# Drynoch
Drynoch (Schots-Gaelisch: An Droighneach) is een dorp op het westelijk deel van het eiland Skye in de Schotse lieutenancy Ross and Cromarty in het raadsgebied Highland.